# El silencio de la ciudad blanca
El silencio de la ciudad blanca es una novela literaria policíaca española de 2016 escrita por Eva García Sáenz de Urturi.
Sáenz de Urturi trabajó de optometrista hasta que decidió dedicarse a la literatura. Para la redacción de esta novela, ingresó en una academia de policía para ambientarse y conocer tanto la labor policial como la psicología criminal.

## Resumen
La novela está ambientada en Vitoria, en 2016. Hace veinte años, unos trágicos crímenes rituales provocaron el pánico entre la ciudad y la provincia hasta que un famoso arqueólogo fue acusado y condenado a prisión. Pero cuando está a punto de salir, los crímenes vuelven a reanudarse con el mismo modus operandi: las víctimas aparecen expuestas en número par con unas flores conocidas como eguzkilores (carlina en español) en lugares históricos de la ciudad. Todas las víctimas tienen una edad múltiplo de 5 y apellidos compuestos alaveses.
Unai López de Ayala, un joven experto en perfiles criminales, es el encargado de dar caza al asesino mientras hace frente a una tragedia personal que tuvo en el pasado.